# Villa Romana del Casale

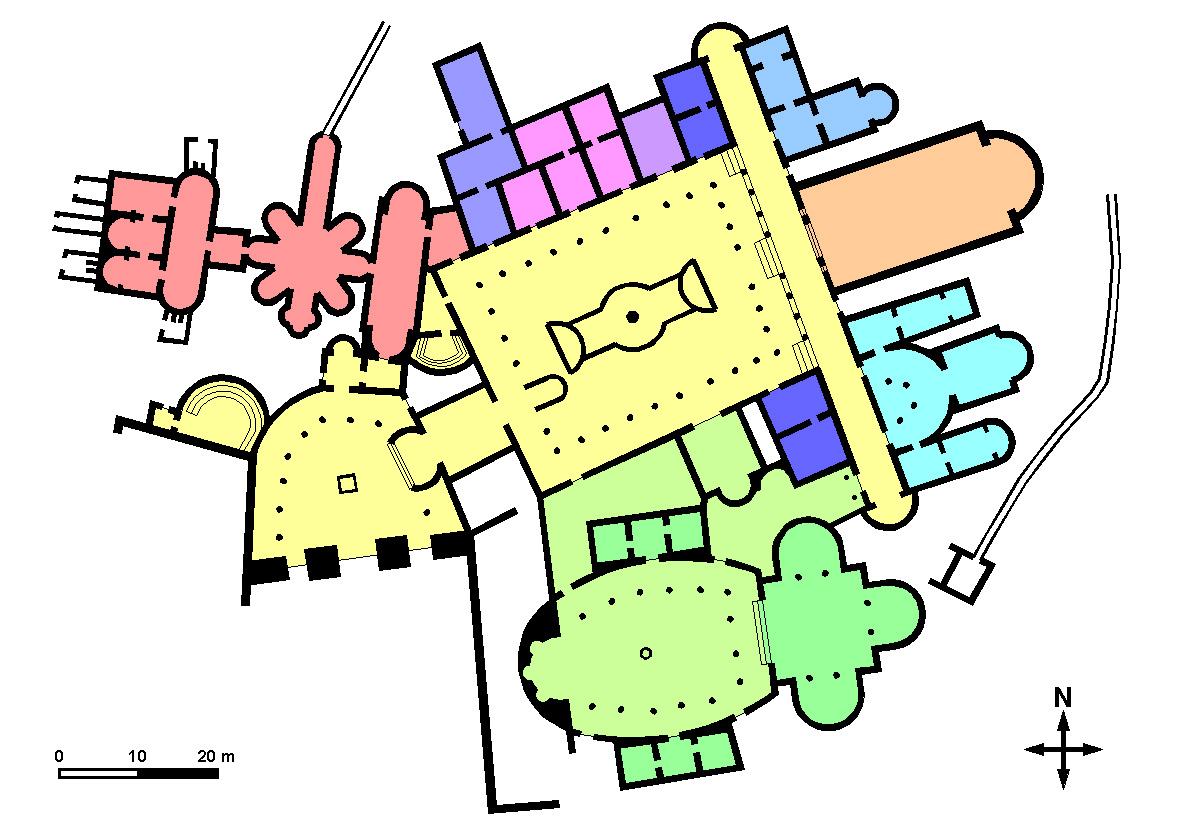
Planritning

Villa Romana del Casale är en romersk 'villa' omkring 5 km utanför staden Piazza Armerina, Sicilien. Den har den rikaste, största och mest komplexa samlingen romersk mosaik i världen och är ett världsarv sedan 1997.
Villan uppfördes ovanpå lämningarna av en äldre villa i början av 300-talet och var troligen centrum för en stor latifundium som täckte hela omgivningen. Hur länge villan behöll denna roll är inte känt men komplexet förblev bebott och ett samhälle växte upp omkring. Samhället fick namnet Platia efter det latinska ordet för palats, palatium. Komplexet skadades, kanske även förstördes helt under Vandalerna och Visigoternas tid, men byggnaderna förblev brukade, åtminstone till viss del, under den bysantinska och den arabiska perioden. Platsen övergavs slutligen för gott då ett jordskred täckte byn på 1100-talet och de återstående invånarna flyttade till den nuvarande platsen för Piazza Armerina.
Villans existens var närapå helt bortglömt och området användes i jordbruket. Bitar av mosaik och några kolonner hittades i början av 1800-talet och enstaka utgrävningar genomfördes senare under århundradet. De första seriösa utgrävningarna genomfördes av Paolo Orsi 1929 och senare, 1935-1939, av Giuseppe Cultrera. De senaste större utgrävningarna genomfördes under 1950-talet av Gino Vinicio Gentili då också den nuvarande täckningen uppfördes. Ett fåtal väldigt koncentrerade utgrävningar har genomförds på 1970-talet av Andrea Carandini.
Under senantiken var större delen av Siciliens inland uppdelat i stora jordbruksegendomar kallade "latifundia". Villans storlek, konstverkens mängd och kvalitet indikerar att platsen var ett centrum för en sådan egendom, vars ägare troligen var medlem i senatorieklassen om inte en i kejsarfamiljen, dvs i det absolut högsta klassen i Romarriket.
Den här artikeln är helt eller delvis baserad på material från engelskspråkiga Wikipedia, tidigare version.